# Lirceus usdagalun
Lirceus usdagalun là một loài chân đều trong họ Asellidae. Loài này được Holsinger & Bowman miêu tả khoa học năm 1973.